# 이미경 (활동가)
이미경은 대한민국의 여성주의 활동가이다. 현재 한국성폭력상담소 소장이다. 이화여자대학교 여성학과에서 박사학위를 취득하였으며 이화여자대학교 아시아여성학센터 연구위원, 한국성폭력상담소 소장 등을 역임하였다.
성폭력 피해 여성들과의 심리적·법적·의료적 상담을 통해 피해를 극복하고 건강한 삶을 살 수 있도록 함께 하며, 성폭력의 원인 및 예방 대책에 대한 연구를 토대로 인간 중심적인 성문화를 정착시키고, 여성의 인권을 회복시켜 더욱 평등하고 자유로운 사회를 만들어 가는 활동을 한다. 남성 중심적 지배 권력에 도전장을 내며 이 사회 여성의 삶에 주목한 섹슈얼리티 관련 책 두 권, 《일그러진 성문화 새로 보는 성》(1993), 《섹슈얼리티 강의》(1999)를 공저하여 만들었다.

## 저서
- 일그러진 성문화 새로 보는 성 (공저)
- 성폭력에 맞서다 : 사례 담론 전망 (공저)